# Stefaniella brevipalpis
Stefaniella brevipalpis är en tvåvingeart som beskrevs av Jean-Jacques Kieffer 1898. Stefaniella brevipalpis ingår i släktet Stefaniella och familjen gallmyggor. Inga underarter finns listade i Catalogue of Life.